# Equidade de conhecimento
A equidade de conhecimento é um conceito das ciências sociais que propõe uma transformação social do conhecimento. Busca expandir o que deve ser valorizado como conhecimento, bem como incluir as comunidades que foram historicamente excluídas desse debate, devido à desigualdade social e suas estruturas de poder e privilégio.

## História
A equidade de conhecimento originou-se na disciplinas de gestão do conhecimento. Refere-se ao processo que busca incluir aspectos subjetivos à mensuração do que é reconhecido como conhecimento dentro das estruturas mais tradicionais de gestão informacional. Isto evoluiu para formas de valoração que incluem tanto as pessoas detentoras do conhecimento, quanto os processos em torno do acesso, compreensão e organização do mesmo. O conceito interliga-se aos debates sobre o acesso às diferentes áreas de produção do conhecimento, em especial às publicações de acesso aberto, que permitem acesso equitativo à informação.
O debate sobre o acesso e as concepções sobre o que conta como conhecimento se transformou dentro das ciências sociais, levando à aferição das pessoas que efetivamente controlam o que é conhecimento e ao reconhecimento de como isso influencia a hierarquia e o desequilíbrio epistemológico. A crença de que algumas formas de conhecimento são inerentemente melhores do que outras estabelece relação desigual e injusta com aquelas pessoas que são excluídas dos sistemas que normalmente privilegiam o conhecimento discursivo sobre outras formas. A Fundação Wikimedia identificou a equidade de conhecimento como um elemento-chave para a direção estratégica do movimento e seu ecossistema de conhecimento aberto e inclusivo, onde todas as pessoas são livres para criar e consumir conhecimento. A educação é compreendida como uma estratégia que pode expandir a equidade de conhecimento.

## Desafios
Os desafios dessa noção incluem: determinar quais pessoas estão envolvidas no discurso em que o conhecimento é compreendido e aceito; descobrir como os conhecimentos tácito e explícito interagem e se integram aos sistemas que valorizam múltiplas perspectivas; por fim, a expansão para além das limitações culturais sobre o que é conhecimento. Além disso, apesar de ser um conceito teórico, a equidade de conhecimento coloca desafios práticos e cotidianos de justiça social aos movimentos sociais que trabalham pela expansão das concepções tradicionais do conhecimento rumo às ideias de acesso aberto e livre.

## Democracia do saber
No contexto da equidade do conhecimento, o conceito de democracia promove o reconhecimento e a preservação da diversidade de sistemas de conhecimento, sobretudo os sistemas não ocidentais. Essa ideia se opõe ao etnocentrismo criado quando uma cultura domina a outra.